# Jan Gerfast
Jan Gerfast, född 18 september 1954 i Osby församling i Kristianstads län, död 23 november 2024 i Osby distrikt i Skåne län, var en svensk gitarrist, sångare och kompositör. 
Gerfast var musiker på den internationella blues- och rockscenen. Han turnerade med och spelade in med artister som Uncle John Turner, Big Joe Turner, Junior Wells, Willie "The Touch" Hayes och Erin Jaimes. Jan Gerfast Band gjorde mer än 3000 spelningar i Europa och uppträdde på många festivaler, exempelvis Bluesfestival Dresden, Bluesfest Eutin, Fehmarn Open Air, Blues Aan Zee, Blues In Lerthe, Oosterhout, Blues & Roots festival, Blues In Chedigny, Olsztyn Blues Night's festival och Blues'n Jazz Rallye.  
Gerfast gav ut nio album i eget namn.

## Diskografi

### Album
- 1991: Rollin' With The Blues
- 1993: Second Coming
- 1995: MTVision
- 2000: Exile
- 2003: Fuckin' Up The Blues
- 2008: Still Out There
- 2012: Electric Blues Power
- 2013: Hippies United
- 2014: In The Woods
- 2021: Legendary Grooves